# Magic Eye

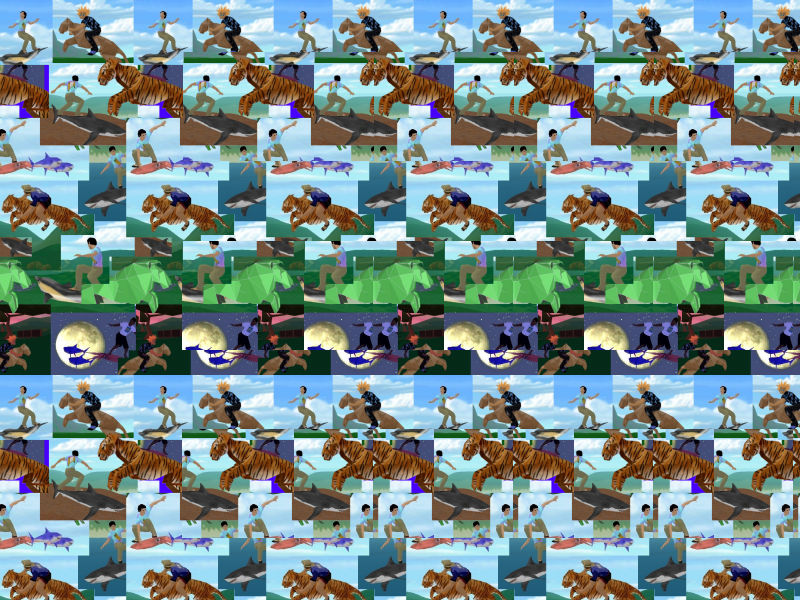
Imatge del tipus del primer llibre

Es coneix com a Magic Eye, una sèrie de llibres publicats per NE Thing Enterprises (rebatejada com a Magic Eye Inc. el 1996). Els llibres inclouen programes automàtics que permeten a algunes persones veure imatges en 3D enfocant patrons 2D. L'espectador ha de divergir els ulls per veure una imatge tridimensional oculta dins del patró. Un "ull màgic" s'ha convertit en una marca registrada, sovint utilitzada per referir-se a autostereogrames de qualsevol origen.

## Història
L'autostereograma és uns quants anys anterior a la sèrie Magic Eye. Christopher Tyler va crear els primers programes automàtics en blanc i negre el 1979 amb l'assistència del programador informàtic Maureen Clarke.
Després de crear les seves primeres imatges el 1991, el creador Tom Baccei va treballar amb Tenyo, una empresa japonesa que ven subministraments de màgia. Tenyo va publicar el seu primer llibre a finals de 1991 amb el títol Miru Miru Mega Yokunaru Magic Eye ("La seva visió és millor i millor en un ritme molt curt de temps: Magic Eye"), enviant representants de vendes a les cantonades per demostrar com veure les amagades imatge. En poques setmanes, el primer llibre japonès es va convertir en el millor venedor, igual que el segon, va sortir a la sortida poc després.
Andrews i McMeel van publicar el primer llibre nord-americà de Magic Eye, Magic Eye: Una nova manera de mirar el món. Segons la jaqueta de pols del llibre, les imatges van ser representades per "Salitsky Dot", un sistema patentat. mètode. Al cap d'un any, van ser seguides per dues seqüeles que també eren extremadament populars. Els tres llibres van passar un total acumulat de 73 setmanes a la llista de bestsellers de New York Times. Des de llavors, desenes d'altres llibres i altres productes s'han alliberat; Els estereogrames de Magic Eye han estat inclosos a postals, catifes de ratolí, caixes de menjar, caixes de cereals i fins i tot corbates. Els estereogrames de Magic Eye també s'han presentat en un panell de còmics diaris setmanals sindicats per Universal Press Syndicate 
Les imatges de Magic Eye tenen un patró de repetició horitzontal que difereix lleugerament de cada repetició i, per tant, dona la il·lusió de la profunditat quan cada ull se centra en una part diferent del patró. Els estereogrames es van crear utilitzant un procés patentat que permet utilitzar patrons de colors en la creació de les imatges finals.
Els estereogrames de Magic Eye han estat utilitzats per ortopistes i terapeutes de visió en el tractament d'una visió binocular i trastorns acomodatics.

## En la cultura popular
Els llibres van aparèixer en un episodi de Ellen (temporada 2, episodi 4). Ellen no veu els estereogrames i l'episodi conclou dient: "Em dic Ellen i no puc veure Magic Eye".
Un pòster d'estereograma també apareix en un episodi de Seinfeld, "The Gymnast" de 1994, encara que es coneix com a "art 3D" que es fa per "BIG computers". En l'episodi, el cap d'Elaine s'obsessiona amb el cartell i passa dies lluitant per veure la imatge d'una nau espacial en els patrons, descuidant una important fusió empresarial que estava supervisant.
També va aparèixer en l'episodi 6 de la temporada de Friends, "The One with the Butt", on Ross no pot detectar l'estàtua de la llibertat.
A la pel·lícula de Kevin Smith de 1995, Mallrats, també hi ha un mordassa en funcionament, on un personatge anomenat Willam, interpretat per Ethan Suplee, no pot arribar a veure un veler.
En la promoció del capità Marvel, que té lloc el 1995, el Twitter oficial de la pel·lícula va publicar diversos estereogrames que contenien personatges de la pel·lícula.